# Teófilo (gramático)
Teófilo (em latim: Theophilus) foi um estudioso bizantino do século V, ativo durante o reinado do imperador Teodósio II (r. 408–450). As fontes o apresentam como gramático latino, indicando a sua origem no Império Romano do Ocidente. Em 15 de março de 425, quando lecionava na capital imperial de Constantinopla, foi agraciado com os codicilos da "comitiva da primeira ordem" (comitiva primi ordinis), que permitiram-lhe ser qualificado como ex-vigário.